# Монжела, Макс
Максимилиан Мариа Карл Дезидерий Граф фон Монжела (нем. Maximilian Maria Karl Desiderius Graf von Montgelas; 23 мая 1860, Санкт-Петербург — 4 февраля 1938, Мюнхен) — немецкий военный деятель и историк.

## Семья
Отец — баварский дипломат Людвиг фон Монжела (1814—1892).
Дед — Максимилиан фон Монжела.

## Биография
Родился в России, где в это время находился на дипломатической службе его отец.
Окончил гимназию в Мюнхене.

### Карьера
В 1879 году поступил на службу в армию Германии.
В 1887 году был назначен личным адъютантом кронпринца Рупрехта. 
В 1888—1891 годах обучался в Баварской военной академии.
В 1900 году участвовал в подавлении Ихэтуаньского восстания в качестве командира батальона экспедиционного корпуса.
В 1901—1903 годах — военный атташе при посольстве Германии в Пекине.
В 1910—1912 годах — генерал-квартирмейстер германского генерального штаба.
К началу Первой мировой войны — командир 4-й пехотной баварской дивизии.
Во время Войны выступал против её продолжения, в 1915 году получил отставку.

## Деятельность в качестве историка
После Войны в нескольких работах по вопросу о «виновниках войны» выступил в качестве апологета германского империализма.
Принимал участие в издании «Deutsche Dokumente zum Kriegsausbruch».